# 아시아적 생산양식
아시아적 생산양식(亞細亞的生産樣式, 독일어: Asiatische Produktionsweise, 영어: Asiatic mode of production; AMP)은 카를 마르크스가 1850년대 초에 고안한 이론이다. 이 이론에 따르면 동양의 전통 사회는 단일한 전제자를 제외한 나머지 모든 사람이 그 전제자의 노예인 것과 같다. 동양의 무수히 많은 촌락공동체들은 서로 차이가 거의 없어 전횡적이며, 고도로 자급자족적인 폐쇄경제를 구축한다. 전제자는 도성에 거하면서 그 촌락공동체들이 생산한 잉여를 조세의 형태로 직접 착취한다.
마르크스 이론은 노동이 조직되는 방식을 다음과 같이 구분하여 기술한다.
- 생산수단: 사회적으로 유용한 상품을 생산하는 데 필요한 것. 토지, 천연자원, 도구, 인간의 기술과 지식 등
- 생산관계: 사회적으로 유용한 상품을 생산하는 과정에서 인간들이 형성하는 사회적 관계

이 두 가지가 조합되어 생산양식을 구성한다. 그리고 마르크스는 생산양식의 변화에 따라 역사의 진보와 시대의 구분을 규정했다.
마르크스와 엥겔스는 동양 사회에서 국가가 가지는 역할을 강조한다. 그들이 보기에 동양에서는 국가가 토지를 독점 소유했으며, 그럼으로써 강력한 정치력과 군사력을 가지게 되고, 관개사업을 통해 토지에 대한 통제를 유지했다. 마르크스와 엥겔스는 이런 국가의 우세함의 원인을, 촌락이 토지를 공동소유하며 자급자족하고, 그 촌락들끼리는 서로 고립되어 있다는 데서 찾는다.
AMP 개념은 마르크스주의자와 비마르크스주의자를 막론하고 많은 사람들의 논의 대상이 되었다. AMP 개념은 동양 사회의 역동성을 부정하고, 전횡적·정체적이라는 정체성을 부여한다. 때문에 암묵적이지만 결과적으로는 식민주의에 정당화 논거를 제공하며, 마르크스와 엥겔스의 저작들에서 개요된 생산양식 중 가장 심한 논란의 대상이 된다.
AMP 개념이 받아들여지는지 여부는 정치적 환경에 따라 달라지기도 했다. 예컨대 스탈린주의(마르크스-레닌주의) 시대하 소련에서는 1931년 레닌그라드 회의에서 아시아 역사를 AMP에 기반해서 해석하는 것은 부적절하다는 결론이 나왔다. 이후 탈스탈린화 과정에서 스탈린주의와 AMP 사이의 유사성이 지적되었으며, 그런 시도의 대표적 사례로 1957년 카를 아우구스트 비트포겔의 《동양적 전제주의》가 있다.